# یانتس لنارچیچ
یانتس لنارچیچ (انگلیسی: Janez Lenarčič؛ زادهٔ ۶ نوامبر ۱۹۶۷) سیاست‌مدار اهل اسلوونی است. وی به‌عنوان کمیسر مدیریت بحران اتحادیه اروپا توسط اورزولا فون در لاین رئیس کمیسیون اروپا نامزد شد. وی پیش از آن مدیر دفتر نهادهای دموکراتیک و حقوق بشر در سازمان امنیت و همکاری اروپا بود.

## تحصیلات
لنارچیچ در سال ۲۰۱۹ در پی استماع پارلمان اروپا وی به عنوان کمیسر اروپا برای مدیریت بحران مورد تأیید قرار گرفت و در پارلمان اروپا با این سمت حضور یافت.
لنارچیچ مدرک حقوق بین‌الملل خود را در ۱۹۹۲ از دانشگاه لیوبلیانا اخذ کرد.

## زندگی‌نامه
لنارچیچ در سال ۱۹۹۲ تحصیلات خود در رشته حقوق را دردانشگاه لیوبلیانا به پایان رساند.
وی در سال ۱۹۹۲ وارد امور روابط خارجی اسلوونی شد. اولین مأموریت وی پیوستن به هیئت اسلوونی در سازمان ملل بین ۲۰۰۲ و ۲۰۰۳ بود و پس از آن به عنوان دستیار یانز درنوشک وزیر امور خارجه و نخست‌وزیر اسلوونی طی ۲۰۰۲ تا ۲۰۰۳ خدمت کرد. لنارچیچ از ۲۰۰۳ تا ۲۰۰۶ سفیر اسلوونی در سازمان امنیت و همکاری اروپا در وین شد و بین ۲۰۰۵ تا ۲۰۰۸ در شورای همکاری اروپا فعالیت داشت.

## عضو کمیسیون اروپا (از ۲۰۱۹ - تا کنون)
در سال ۲۰۱۹ لنارچیچ توسط ماریان سالک نخست‌وزیر کنونی اسلوونی برای پست کمیسر اسلوونی در کمیسیون اروپا تحت سرپرستی اورزولا فون در لاین منصوب شد.
در اوایل ماه مارس ۲۰۲۰، توسط اورزولا فون در لاین برای مأموریت و کار در کارگروه ویژه کمیسیون به‌عنوان کمیسر مدیریت بحران اتحادیه اروپا در مورد ویروس همه گیر کرونا (از ۲۰۱۹-اکنون) در حال خدمت است.

## فعالیت

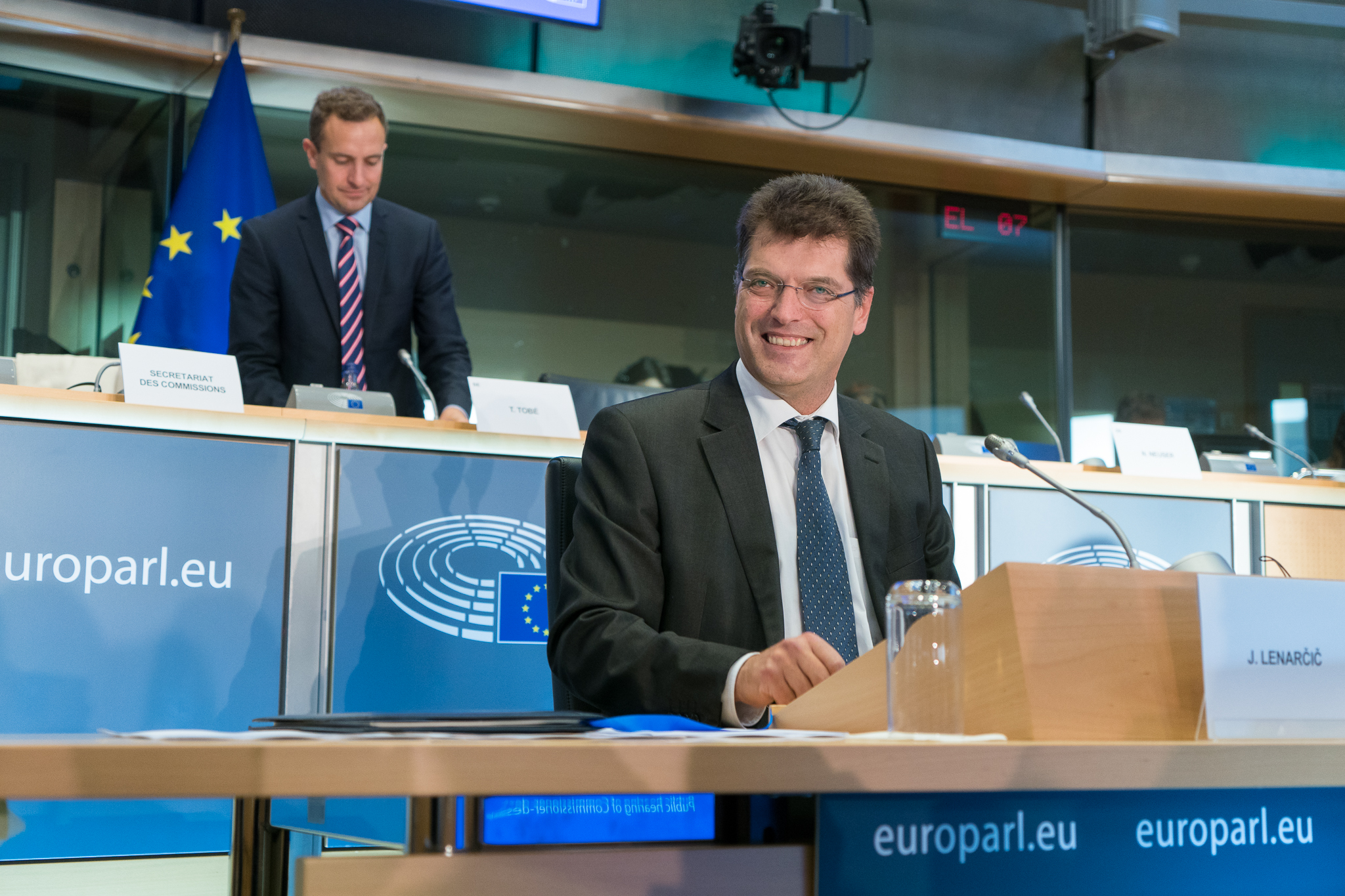
لنارچیچ در سال ۲۰۱۹در جلسه پارلمان اروپا در سمت کمیسر اروپا برای کمکهای بشردوستانه و مدیریت بحران حضور پیدا کرد

در هفتم آوریل ۲۰۲۰ لنارچیچ در سخنرانی خود هنگام اعزام تیم پزشکی اتحادیه اروپا به ایتالیا اظهار داشت: «در این روزهای پر چالش، در حالی که تمام دنیا با ویروس کرونا دست و پنجه نرم می‌کنند، افتخار می‌کنم تیمی از پزشکان و پرستاران اروپایی از رومانی و از نروژ به ایتالیا اعزام می‌شوند. همه ما مدتی است می‌دانیم که ایتالیا به‌طور خاص توسط ویروس متحمل ضربه سختی شده است. ما همچنین به یاد داریم که در ابتدا به درخواست ایتالیا برای کمک از دیگر اعضای اتحادیه اروپا پاسخ کافی داده نشد. اما اکنون همه چیز تغییر کرده و در واقعیت ایتالیا تنها نیست. واقعیت این است که اروپا در همبستگی با ایتالیا ایستاده است.» از زمان ورود این ویروس به اروپا، اولویت اول کمیسیون همیشه نجات هر چه بیشتر جان افراد بوده است. بدیهی است که این امر بدون کادر پزشکی تخصصی، که نماینده سمبل واقعی همبستگی اروپا هستند، امکانپذیر نمی‌بود.
بنابراین، من می‌خواهم از رومانی، نروژ و اتریش تشکر کنم که در این مقطع که برای کل قاره و جهان دوران سختی است، به حمایت از ایتالیا شتافتند. این همبستگی اتحادیه اروپا در عمل است.

## جوایز
یانتس لنارچیچ برندهٔ جوایزی همچون لژیون دونور (افسر) شده است.